# Sofía Gandarias
Sofía Goiriena de Gandarias (Guernica, Vizcaya, 1951 - Madrid, 23 de enero de 2016), conocida como Sofía Gandarias, fue una pintora española.

## Vida
Nacida en Guernica, su obra plasma la realidad de su tiempo y está fuertemente caracterizada por influencias musicales (como Mozart, Mahler y Verdi) y literarias, siendo César Vallejo su poeta de referencia. Empezó a pintar a los 12 años en su País Vasco natal.
En 1970 fue elegida como Miss Castilla, lo que permitió participar en el Miss España del mismo año.
Se licenció por la Facultad de Bellas Artes de San Fernando de la Universidad Complutense de Madrid. En 1978 pinta Kokoscha-Alma-Mahler, tres figuras muy relacionadas entre sí, cuyos destinos son sumamente representativos del espíritu de la época. Fue el comienzo de una intensa actividad profesional: su pintura, trazada desde el conocimiento y el compromiso en series como La protesta del silencio en 1980, o Presencias, en 1986, fueron bien acogidas tanto por la crítica como por el coleccionismo. "Es el recorrido del ojo visionario de la artista que capta el pasado y lo proyecta al futuro, es esa mirada zahorí y como sonámbula con la que Gandarias ha tratado esta serie", define el escritor paraguayo Augusto Roa Bastos. Carlos Fuentes, por su parte, opina que el estilo de Gandarias se encuadra "en la gran tradición velazqueña, española, del retrato que es seña de identidad, prueba de existencia y ejercicio irónico entre la fama infame y la invisivilidad visible, entre el monarca y los anarcas, entre Felipe IV y los obreros disfrazados de dioses, entre Carlos IV y los enamorados de las fiestas de San Isidro; nos ofrece relatos de su tiempo en los que la figura y su tiempo son inseparables ".
En 1987 contrae matrimonio en la ciudad italiana de Venecia con el político socialista Enrique Barón, exministro de Transportes y quien sería elegido eurodiputado ese mismo año y posteriormente llegaría a ser Presidente del Parlamento Europeo, y en 1988 nace su hijo Alejandro. Retoma su actividad en Venecia con una gran "Retrospectiva", en 1990.
Retrata al maestro violinista Yehudi Menuhin en 1993, y empieza a colaborar con su Fundación; “Es el hombre más sabio que he conocido”, dijo Gandarias. Posteriormente, su compromiso por la paz y la cultura mundiales se expresan en su exposición "Pour la tolérance", en la Grande Arche de la Fraternité de París, inaugurada por Federico Mayor Zaragoza, Simone Veil y Barbara Hendricks; y su retrato "Love Prayer" es el símbolo de la exposición con motivo del 50 Aniversario de la UNESCO. A partir del año 2000 se sumerge en el estudio de la obra del escritor italiano Primo Levi, tomando como piedra angular el libro “Si esto es un hombre”. Nace la serie "Primo Levi, la memoria", un referente en su vida y su obra posterior: gracias a este autor, relata el horror de los campos de exterminio y el dolor humano de manera cruda e integral.
Tras los atentados del 11 de septiembre pintó la serie "NY 11 S". Compuesta por 13 cuadros, el titulado “Miserere (Julianna)” está en el 9/11 Memorial Museum NY.
Ya entrado el tercer milenio, vuelve a retomar "Kokoschka-Alma-Mahler" con "Kafka, el visionario", serie de 64 cuadros que va mucho más allá de lo meramente pictórico. Tras ver estas series, José Saramago afirmó de su pintura que “las telas de Sofía Gandarias son esos espejos pintados, de donde se ha retirado, recompuesta, su imagen, o donde oculta aún se mantiene, tal vez bajo una capa de luz dorada o de sombra nocturna, para entregar al uso de la memoria, el espacio y la profundidad que le conviene. No importa que sean retratos o naturalezas muertas: estas pinturas son siempre lugares de memoria”.
Sofía Gandarias señaló que los pintores que han marcado su vida son principalmente Velázquez, Goya y Francis Bacon (entre otros), mientras que su maestro fue el pintor manchego Manuel Villaseñor.
Fue miembro del Patronato de la Fundación Yehudi Menuhin España y del Istituto Internazionale dell’Opera e la Poesia di Verona de la UNESCO. Entre otras condecoraciones y premios, recibió las de Caballero de las Artes y de las Letras (2005) y de la Legión de Honor (2010), otorgadas por la República Francesa.
Sofía Gandarias falleció en Madrid el 23 de enero de 2016.

## Obra
Algunas de sus obras:
- 1978: inicia la serie "Presencias" (retratos de Kokoschka, Mahler y Alma). Continúa con el Retrato de la Pasionaria (1980), y La protesta del silencio (1981).
- 1982 a 1986: profundiza la serie "Presencias" con Augusto Roa Bastos, Federico García Lorca, Miguel Ángel Asturias, José Bergamín, Jorge Luis Borges, Alejo Carpentier, Eduardo Carranza, Rosalía de Castro, Julio Cortázar, Salvador Dalí, Rubén Darío, Rómulo Gallegos, Guimaraes Rosa, Gabriel García Márquez, Gabriela Mistral, Pablo Neruda, Juan Carlos Onetti,José Ortega y Gasset, Octavio Paz, Juan Rulfo y César Vallejo.
- 1990: vuelve a la pintura -tras un abandono por problemas de salud- con el retrato de Alejandro con el caballito, Melina Mercuri y Antoni Clavé. En 1991 pinta Alejandro en el Florian.
- 1992: inicia la serie "Toreo y Ballet" con Nureyev. También pinta a Bacon, Diego y Frida, y realiza un Autorretrato con Delvaux. Acomete la serie "El amor en Venecia", y comienza la serie "Arte contra la violencia", cristalizando en el Tríptico de Sarajevo.
- 1993: retratos de Yehudi Menuhin, Aligi Sassu y Helenita Olivares. Surgimiento de la idea "Direction Femmes" con Simone Veil. Inicio de las series "Brel" y "El Gorila Kumba".
- 1994: retratos Love Prayer (Barbara Hendriks), La mano herida (Sarajevo, con Susan Sontag y Juan Goytisolo), Carlos Fuentes, François Mitterrand, Hugo Claus, Emile Veranneman. Viaja a México de nuevo para retomar la exploración de los colores.
- 1995: Realiza la "Serie Pessoa" -cuya obra principal es O ano do nascimento de Ricardo Reis, con José Saramago-, y la serie "El espectador" con Albert Camus y María Casares como referentes. Además, inicia la serie "Poderoso caballero, Don Dinero...".
- 1996: Retratos de Edith Piaf e Yves Montand, René Cassin y Sami Nair.
- 1997: Series "La Poesía", "Los Iris", cuadros Los sueños de Buñuel, Le chat mondain, y Retrato de Jorge Semprún.
- 1998: Series Pájaros en pret-a-porter y alta costura, Kumba hot line y La chatte mondaine.
- 1998-1999: Tríptico de Guernica, testimonio del horror vivido por la villa natal de la artista durante la guerra civil española.
- 1999: Inicia la serie "Stop Ahead".
- 2000: Realiza la serie "Primo Levi, la memoria", una de las series con la que Gandarias ha conseguido más reconocimiento internacional, tanto en España como en Europa.
- 2001-2002: Serie "NY 9/11".
- 2002: Lleva a cabo el Retrato de Jorge Edwards, y sigue con la serie "Iris".
- 2002-2003: Serie "María Callas-Retratos".
- 2004: Serie "I bravi", "Cardenales venecianos".
- 2004-2005: Series "Messaggio-Dolore", y "Madrid capital del dolor", dedicada a la tragedia del 11-M madrileño.
- 2004-2005 Serie "El llanto de las flores", y ("Madrid 11-M").
- 2006 a 2009: Lleva a término la serie "Kafka, el visionario", con los retratos de Kafka, Milena, Max Brod, Imre Kertesz, Walter Benjamin, Germaine Tillion, José Saramago, Paul Celan, Philip Roth, Jean Amery, Carlos Fuentes, Gianfranco de Bosio, Marie Curie-Rita Levi Montalcini, Kart Eril-Bertolt Brecht, Rilke, Jaroslav Seifert, Primo Levi, y Hanna Arendt. En esta serie, además de retratos, se integran cuadros interpretativos de textos de Kafka (El proceso”, La colonia penitenciaria, América, Informe para la Academia, Descripción de una lucha, Carta al Padre I y II, La metamorfosis, El Castillo e Investigaciones de un perro. Diversas exposiciones y éxito internacional.
- 2009: Cuadro Yes, we can: Obama-Luther King. Realiza el Retrato de Mario Vargas Llosa, e inicia la serie Gandhara.
- 2010: Continúa la serie Gandhara, y realiza además retratos de Edgar Morin, Gabriela Mistral, Amalia Rodrigues, así como la serie Coloquio de los perros.
- 2011.serie “Gandhara (Silencios)”, “Greed: the graves of humanity”
- 2012. Publicación del libro “Presencias Instantes”, encargo de la Secretaria General Iberomericana (SEGIB) , “Encerrados”.
- 2013.Series “Peggy’s Tango”, “Il Método Bertone” “La camarlenga”,
- 2014.“Vaticano I, Vaticano II”, “Un ballo in maschera”.

## Colecciones
La obra de Sofía Gandarias se encuentra en los museos de Albacete, Santander, Gernika, Burdeos, Ca Pesaro (Venecia), museo de Malabo (Guinea), Museo Provincial (Ciudad Real) y la Casa Museo Federico García Lorca (Fuente Vaqueros, Granada). También se encuentra en la Fundación Menuhin, en el Parlamento Europeo, en el Senado Español (Madrid), en la Casa Museu Fernando Pessoa y el Museu da Cidade (Lisboa), la Universidad Carlos III (Getafe, Madrid), Fundación Príncipe de Asturias, el Palacio Real de Jordania (Amán), en la British Red Cross, la sede de la Unesco (París), la Universidad de Dili (Timor), la Veranneman Stichting (Bélgica), el Teatro de la Fenice (Venezia), en Isla Negra (Chile), el Musée Garnier (Palais Garnier, Ópera de París), la Fondazione Levi Montalcini y la Cátedra Julio Cortázar (Guadalajara, México), Biblioteca Nacional (Lima, Perú), 9/11 Memorial Museum (Nueva York).
También está presente en colecciones privadas en París, Venecia, Bruselas, Amberes, Lisboa, Londres, Copenhague,
Estrasburgo, Milán, Los Ángeles, Boston, Quito, La Paz, Madrid, Barcelona, Santander, Mallorca, México, Nueva York, Tokio, Copenhague, San José de Costa Rica.

## Publicaciones
- 1980: "Kokoschka-Alma-Mahler", edición a cargo de José García Nieto, RNE editores.
- 1981: Exposición en el Museo Municipal de Santander. Textos de Enrique Azcuaga, José Hierro, Manuel Conde y José Mº Iglesias.
- 1986: “Presencias”, exposición en la Fundación BBVA, texto de Augusto Roa Bastos.
- 1990: Sofía Gandarias, “Retrospectiva”, Arsenale Editrice, SL.
- 1995: “Pela Tolerância”, exposición Palacio dás Galveias. Textos de José Saramago. Ediciones Pelouro de Cultura.
- 1996: “Pour la tolérance”, exposición en la Grande Arche de la défense (París). Textos de Federico Mayor Zaragoza, Carlos Fuentes, Juan Goytisolo, Simone Veil, Yehudi Menuhin y Sami Naïr.
- 1999: “Arte en el Senado”, textos de Guillermo Solana.
- 1999: “Guernica de Sofía Gandarias”, por Kosme de Barañano, ediciones Museo de la Paz, Guernica.
- 2001: “Primo Levi, la memoria”, en Milán. Textos de Jean Samuel, Simone Veil, TF ediciones. 2002: “Primo Levi, la memoria”, en Turín. Textos de Gianni Vattimo, Gianfranco de Bosio, Jean Samuel. TF ediciones. 2003: "Primo Levi, la memoria", Museo de Historia Moderna, Liubliana. Textos de Demetrio Volcic, Ciril Zcobec.
- 2004: "Primo Levi, la memoria", en la Fundación de las Tres Culturas. Textos de Diego Carcedo, Gianni Vattimo, Reyes Mate, Jean Samuel, Gianfranco de Bosio.
- 2007: "New York 9/11", Roccia Albornoziana, Spoleto (Italia). Textos de Sami Naïr, Gianfranco de Bosio y Edward Malefakis.
- 2009: "Kafka, el Visionario", Haus am Kleistpark, Berlín. Texto de Rita Levi Montalcini y Michael Nungesser.
- 2010: "Kafka, el Visionario", Czech Center, Instituto Cervantes. Texto de José Saramago.